# Општина Маскану (Јукатан)
Маскану (шп. Maxcanú) општина је у Мексику у савезној држави Јукатан. Општина се налази на надморској висини од 11 м.

## Становништво
Према подацима из 2010. у општини је живело 21704 становника.

### Хронологија
| Година       | 2000                | 2005                  | 2010                  |
| ------------ | ------------------- | --------------------- | --------------------- |
| Становништво | 18804 (9558 / 9246) | 20830 (10504 / 10326) | 21704 (10860 / 10844) |

### Попис
| \| \| м \| \| \| ж \| \| 0—2 \| 623 \| \| \| 601 \| \| 3—5 \| 581 \| \| \| 647 \| \| 6—11 \| 1.322 \| \| \| 1.316 \| \| 12—14 \| 651 \| \| \| 620 \| \| 15—17 \| 702 \| \| \| 751 \| \| 18—24 \| 1.501 \| \| \| 1.448 \| \| 60+ \| 1.084 \| \| \| 940 \| \| Просек : \| 29,0 \| \| \| 28,7 \| |       |  |  |       |
| |       |  |  |       |
| | м     |  |  | ж     |
| 0—2 | 623   |  |  | 601   |
| 3—5 | 581   |  |  | 647   |
| 6—11 | 1.322 |  |  | 1.316 |
| 12—14 | 651   |  |  | 620   |
| 15—17 | 702   |  |  | 751   |
| 18—24 | 1.501 |  |  | 1.448 |
| 60+ | 1.084 |  |  | 940   |
| Просек : | 29,0  |  |  | 28,7  |

| #   | Индикатор                                                                                        | Вредност |
| --- | ------------------------------------------------------------------------------------------------ | -------- |
| 1   | Становништво од 0 до 2 године                                                                    | 1224     |
| 2   | Мушко становништво од 0 до 2 године                                                              | 623      |
| 3   | Женско становништво од 0 до 2 године                                                             | 601      |
| 4   | Становништво са 3 и више година                                                                  | 20469    |
| 5   | Мушко становништво са 3 и више година                                                            | 10230    |
| 6   | Женско становништво са 3 и више година                                                           | 10239    |
| 7   | Становништво са 5 и више година                                                                  | 19646    |
| 8   | Мушко становништво са 5 и више година                                                            | 9842     |
| 9   | Женско становништво са 5 и више година                                                           | 9804     |
| 10  | Становништво са 12 и више година                                                                 | 16603    |
| 11  | Мушко становништво са 12 и више година                                                           | 8327     |
| 12  | Женско становништво са 12 и више година                                                          | 8276     |
| 13  | Становништво са 15 и више година                                                                 | 15332    |
| 14  | Мушко становништво са 15 и више година                                                           | 7676     |
| 15  | Женско становништво са 15 и више година                                                          | 7656     |
| 16  | Становништво са 18 и више година                                                                 | 13879    |
| 17  | Мушко становништво са 18 и више година                                                           | 6974     |
| 18  | Женско становништво са 18 и више година                                                          | 6905     |
| 19  | Становништво од 3 до 5 година                                                                    | 1228     |
| 20  | Мушко становништво од 3 до 5 година                                                              | 581      |
| 21  | Женско становништво од 3 до 5 година                                                             | 647      |
| 22  | Становништво од 6 до 11 година                                                                   | 2638     |
| 23  | Мушко становништво од 6 до 11 година                                                             | 1322     |
| 24  | Женско становништво од 6 до 11 година                                                            | 1316     |
| 25  | Становништво од 8 до 14 година                                                                   | 3005     |
| 26  | Мушко становништво од 8 до 14 година                                                             | 1523     |
| 27  | Женско становништво од 8 до 14 година                                                            | 1482     |
| 28  | Становништво од 12 до 14 година                                                                  | 1271     |
| 29  | Мушко становништво од 12 до 14 година                                                            | 651      |
| 30  | Женско становништво од 12 до 14 година                                                           | 620      |
| 31  | Становништво од 15 до 17 година                                                                  | 1453     |
| 32  | Мушко становништво од 15 до 17 година                                                            | 702      |
| 33  | Женско становништво од 15 до 17 година                                                           | 751      |
| 34  | Становништво од 18 до 24 године                                                                  | 2949     |
| 35  | Мушко становништво од 18 до 24 године                                                            | 1501     |
| 36  | Женско становништво од 18 до 24 године                                                           | 1448     |
| 37  | Женско становништво од 15 до 49 година                                                           | 5921     |
| 38  | Становништво са 60 и више година                                                                 | 2024     |
| 39  | Мушко становништво са 60 и више година                                                           | 1084     |
| 40  | Женско становништво са 60 и више година                                                          | 940      |
| 41  | Однос између мушкараца и жена                                                                    | 100.15   |
| 42  | Становништво од нуле до 14 година                                                                | 6361     |
| 43  | Становништво од 15 до 64 године                                                                  | 13918    |
| 44  | Становништво од 65 година и више                                                                 | 1414     |
| 45  | Просечан број деце                                                                               | 2.49     |
| 46  | Становништво рођено у ентитету                                                                   | 21383    |
| 47  | Мушко становништво рођено у ентитету                                                             | 10701    |
| 48  | Женско становништво рођено у ентитету                                                            | 10682    |
| 49  | Становништво рођено у другом ентитету                                                            | 268      |
| 50  | Мушко становништво рођено у другом ентитету                                                      | 137      |
| 51  | Женско становништво рођено у другом ентитету                                                     | 131      |
| 52  | Становништво од 5 година и више резидентно у ентитету у јуну 2005. године                        | 19493    |
| 53  | Мушко становништво старосног доба од 5 година и више, резидентно у ентитету у јуну 2005. године  | 9763     |
| 54  | Женско становништво старосног доба од 5 и више година, резидентно у ентитету у јуну 2005. године | 9730     |
| 55  | Становништво од 5 година и више које је живело у другом ентитету у јуну 2005. године             | 80       |
| 56  | Мушко становништво старије од 5 година које је живело у другом ентитету у јуну 2005. године      | 40       |
| 57  | Женско становништво старије од 5 година које је живело у другом ентитету у јуну 2005. године     | 40       |
| 58  | Становништво од 3 године и више које говори аутохтони језик                                      | 8752     |
| 59  | Мушко становништво старо 3 године и више које говори аутохтони језик                             | 4499     |
| 60  | Женско становништво старо 3 године и више које говори аутохтони језик                            | 4253     |
| 61  | Становништво од 3 године и више које говори аутохтони језик и не говори шпански језик            | 281      |
| 62  | Мушко становништво старо 3 године и више које говори аутохтони језик и не говори шпански         | 103      |
| 63  | Женско становништво старо 3 године и више које говори аутохтони језик и не говори шпански језик  | 178      |
| 64  | Становништво старо 3 године и више које говори аутохтони језик и шпански                         | 8312     |
| 65  | Мушко становништво старо 3 године и више које говори аутохтони језик и шпански                   | 4317     |
| 66  | Женско становништво старо 3 године и више које говори аутохтони језик и шпански                  | 3995     |
| 67  | Становништво од 5 година и више које говори аутохтони језик                                      | 8695     |
| 68  | Становништво од 5 година и више које говори аутохтони језик и не говори шпански језик            | 277      |
| 69  | Становништво од 5 година и више које говори аутохтони језик и говори шпански језик               | 8259     |
| 70  | Становништво у домородачким домаћинствима                                                        | 16054    |
| 71  | Становништво са ограничењима у активностима                                                      | 892      |
| 72  | Становништво са ограниченим ходањем или кретањем, горе или доле                                  | 476      |
| 73  | Становници са ограничењима вида, чак и уз кориштење сочива                                       | 252      |
| 74  | Становништво са ограничењима говора, комуникације или конверзације                               | 84       |
| 75  | Становништво са ограниченим слухом                                                               | 90       |
| 76  | Становништво са ограничењима при одевању, купању или јелу                                        | 44       |
| 77  | Становништво са ограничењима у опажању или учењу једноставних ствари                             | 37       |
| 78  | Становништво са менталним ограничењима                                                           | 87       |
| 79  | Становништво без ограничења активности                                                           | 20631    |
| 80  | Становништво од 3 до 5 година које не похађа школу                                               | 404      |
| 81  | Мушко становништво од 3 до 5 година које не похађа школу                                         | 204      |
| 82  | Женско становништво од 3 до 5 година које не похађа школу                                        | 200      |
| 83  | Становништво од 6 до 11 година које не похађа школу                                              | 72       |
| 84  | Мушко становништво од 6 до 11 година које не похађа школу                                        | 34       |
| 85  | Женско становништво од 6 до 11 година које не похађа школу                                       | 38       |
| 86  | Становништво од 12 до 14 година које не похађа школу                                             | 102      |
| 87  | Мушко становништво од 12 до 14 година које не похађа школу                                       | 42       |
| 88  | Женско становништво од 12 до 14 година које не похађа школу                                      | 60       |
| 89  | Становништво од 15 до 17 година похађа школу                                                     | 864      |
| 90  | Мушко становништво од 15 до 17 година похађа школу                                               | 437      |
| 91  | Женско становништво између 15 и 17 година живота у школи                                         | 427      |
| 92  | Становништво од 18 до 24 године похађа школу                                                     | 498      |
| 93  | Мушко становништво од 18 до 24 године похађа школу                                               | 256      |
| 94  | Женско становништво од 18 до 24 године похађа школу                                              | 242      |
| 95  | Становништво од 8 до 14 година које не може да чита и пише                                       | 173      |
| 96  | Мушко становништво старосног доба од 8 до 14 година које не може да чита и пише                  | 96       |
| 97  | Женско становништво старосног доби од 8 до 14 година које не може да чита и пише                 | 77       |
| 98  | Становништво од 15 година и више које је неписмено                                               | 2399     |
| 99  | Мушко становништво од 15 година и више које је неписмено                                         | 917      |
| 100 | Женско становништво од 15 година и више које је неписмено                                        | 1482     |
| 101 | Становништво старо 15 и више година без школовања                                                | 1996     |
| 102 | Мушко становништво старо 15 и више година без школовања                                          | 787      |
| 103 | Женско становништво старо 15 и више година без школовања                                         | 1209     |
| 104 | Становништво старосног доба 15 и више година са непотпуним основним образовањем                  | 3499     |
| 105 | Мушко становништво старосног доба од 15 година и више са непотпуном основним образовањем         | 1677     |
| 106 | Женско становништво старосног доба 15 и више година са непотпуном основним образовањем           | 1822     |
| 107 | Становништво старо 15 и више година са комплетним основним образовањем                           | 2601     |
| 108 | Мушко становништво старо 15 година и више са комплетним основним образовањем                     | 1188     |
| 109 | Женско становништво старо 15 и више година са комплетним основним образовањем                    | 1413     |
| 110 | Становништво старосног доба 15 и више година са непотпуним средњим образовањем                   | 857      |
| 111 | Мушко становништво старосног доба од 15 година и више са непотпуним средњим образовањем          | 469      |
| 112 | Женско становништво старосног доба од 15 година и више са непотпуним средњим образовањем         | 388      |
| 113 | Становништво старо 15 и више година са пуним секундарном образовањем                             | 3489     |
| 114 | Мушко становништво старосног доба од 15 година и више са пуним секундарном образовањем           | 2004     |
| 115 | Женско становништво старосног доба од 15 година и више са пуним секундарном образовањем          | 1485     |
| 116 | Становништво старије од 18 година са постосновним образовањем                                    | 2548     |
| 117 | Мушко становништво старије од 18 година са постосновним образовањем                              | 1401     |
| 118 | Женско становништво старије од 18 година са постосновним образовањем                             | 1147     |
| 119 | Просечна оцена школовања                                                                         | 6.55     |
| 120 | Просечан ниво образовања мушке популације                                                        | 6.96     |
| 121 | Просечан ниво образовања женског становништва                                                    | 6.13     |
| 122 | Економски активно становништво                                                                   | 8041     |
| 123 | Економски активна мушка популација                                                               | 6087     |
| 124 | Економски активна женска популација                                                              | 1954     |
| 125 | Становништво које није економски активно                                                         | 8463     |
| 126 | Мушко становништво које није економски активно                                                   | 2184     |
| 127 | Женско становништво које није економски активно                                                  | 6279     |
| 128 | Запослено становништво                                                                           | 7791     |
| 129 | Запослено мушко становништво                                                                     | 5883     |
| 130 | Запослено женско становништво                                                                    | 1908     |
| 131 | Незапослена популација                                                                           | 250      |
| 132 | Незапослена мушка популација                                                                     | 204      |
| 133 | Незапослена женска популација                                                                    | 46       |
| 134 | Становништво без права на здравствене услуге                                                     | 6919     |
| 135 | Становништво које има право на здравствене услуге                                                | 14749    |
| 136 | Становништво које има право на ИМСС                                                              | 8695     |
| 137 | Становништво које има право на социјално осигурање                                               | 916      |
| 138 | Становништво које има право на државно социјално осигурање                                       | 25       |
| 139 | Становништво које има право на опште осигурање или здравствено осигурање за нову генерацију      | 3387     |
| 140 | Становништво које је било једном или није било у браку током 12 година и више                    | 5281     |
| 141 | Венчано или уједињено становништво од 12 година и више                                           | 10161    |
| 142 | Становништво које је било у браку или уједињено 12 година и више                                 | 1114     |
| 143 | Становништво са католичком религијом                                                             | 15564    |
| 144 | Протестанти, еванђелисти и библијски следбеници различити од еванђелиста                         | 4389     |
| 145 | Становништво са другим религијама различитим од претходних                                       | 22       |
| 146 | Становништво без религије                                                                        | 1603     |
| 147 | Укупно пописаних домаћинства                                                                     | 5221     |
| 148 | Пописна домаћинства на челу са мушкарцима                                                        | 4527     |
| 149 | Пописна домаћинства на челу са женама                                                            | 694      |
| 150 | Становништво у пописним домаћинствима                                                            | 21704    |
| 151 | Становништво у пописним домаћинствима на челу са мушкарцима                                      | 19357    |
| 152 | Становништво у пописним домаћинствима на челу са женама                                          | 2347     |
| 153 | Укупно домаћинстава                                                                              | 5894     |
| 154 | Укупно насељених домаћинстава                                                                    | 5221     |
| 155 | Укупно приватних кућа                                                                            | 5894     |
| 156 | Насељени приватни домови                                                                         | 5221     |
| 157 | Укупно насељених приватних кућа                                                                  | 5221     |
| 158 | Ненасељене приватне куће                                                                         | 404      |
| 159 | Појединачна домаћинства за привремену употребу                                                   | 269      |
| 160 | Становници у насељеним приватним кућама                                                          | 21704    |
| 161 | Насељеност станара у приватним становима                                                         | 4.16     |
| 162 | Просечно становника по соби у приватним насељеним домаћинствима                                  | 1.62     |
| 163 | Појединачна домаћинства са подовима од различитих материјала од земље                            | 4873     |
| 164 | Појединачна домаћинства у приземљу                                                               | 327      |
| 165 | Појединачна домаћинства са једном спаваћом собом                                                 | 2741     |
| 166 | Појединачна домаћинства са две спаваће собе и више                                               | 2461     |
| 167 | Појединачна домаћинства са једним собом                                                          | 971      |
| 168 | Појединачна домаћинства са две собе                                                              | 1800     |
| 169 | Појединачна домаћинства са 3 собе и више                                                         | 2425     |
| 170 | Појединачна домаћинства која имају електрично светло                                             | 5080     |
| 171 | Појединачна домаћинства која немају електрично светло                                            | 121      |
| 172 | Појединачна домаћинства која имају водоводну воду у стамбеном простору                           | 4778     |
| 173 | Појединачна домаћинства која немају водоводну воду у стамбеном простору                          | 416      |
| 174 | Појединачна домаћинства која имају тоалет                                                        | 3273     |
| 175 | Појединачна домаћинства која имају канализацију                                                  | 3075     |
| 176 | Појединачна домаћинства која немају канализацију                                                 | 2118     |
| 177 | Појединачна домаћинства која имају електрично светло, довод воде из јавне мреже и канализацију   | 2910     |
| 178 | Појединачна домаћинства без икаквих услова                                                       | 331      |
| 179 | Појединачна домаћинства која имају радио                                                         | 3139     |
| 180 | Појединачна домаћинства која имају телевизор                                                     | 4634     |
| 181 | Појединачна домаћинства која имају фрижидер                                                      | 3051     |
| 182 | Појединачна домаћинства која имају машину за веш                                                 | 2866     |
| 183 | Појединачна домаћинства која имају аутомобил или комби                                           | 463      |
| 184 | Појединачна домаћинства која имају рачунар                                                       | 332      |
| 185 | Појединачна домаћинства која имају фиксну телефонску линију                                      | 356      |
| 186 | Појединачна домаћинства која имају мобилни телефон                                               | 1970     |
| 187 | Појединачна домаћинства која имају приступ интернету                                             | 113      |